# Hans-Heinrich Reckeweg
(Hans-Heinrich Reckeweg,)
Hans-Heinrich Reckeweg (Herford, Vestfalia, 9 maggio 1905 – Baden-Baden, 13 giugno 1985) è stato un medico tedesco, fondatore dell'omotossicologia, una disciplina medica alternativa, nata come ampliamento dell'omeopatia e ponte tra quest’ultima e la medicina allopatica, sulla base delle più recenti conoscenze della Biochimica e dell’Immunologia.

## Biografia
- 1924 - 1930 Studio della medicina a Würzburg, Münster (Westfalia), Berlino e Bonn. A Berlino, tramite il professor August Bier, entrò in contatto con l'omeopatia.
- 1928 Esame di stato.
- 1930 Promozione a Bonn.
- Dal 1930 fino al 1932 medico assistente nell'ospedale di Völklingen nonché nella divisione interna dell'ospedale di Amburgo. Dopo il matrimonio con sua moglie Margarete, nata Stehle, trasferimento a Berlino.
- 1936 Fondazione della società farmaceutica Heel, attualmente una delle maggiori produttrici al mondo di rimedi omeopatici, con sede a Baden-Baden, (Baden-Wurttemberg), Germania. Il nome Heel è un acronimo della frase "Herba est ex luce" (la pianta medicinale trae il suo potere curativo dalla luce del sole).
- 1946 Liberazione dal campo di prigionia di guerra e trasferimento a Triberg (Baden-Württemberg), Germania.
- 1948 - 1949 Sviluppo dell'omotossicologia e della terapia anti-omotossica.
- 1954 Trasferimento dello studio e della sede della società a Baden-Baden.
- 1955 Pubblicazione del suo libro "Omotossine e omotossicosi - Basi per una sintesi della medicina".
- 1961 Fondazione della "Società di omotossicologia e terapia anti-omotossica".
- 1962 Pubblicazione della rivista specializzata "Homotoxinjournal", che nel 1972 cambia nome in "Medicina biologica".
- 1978 Vendita della società farmaceutica e trasferimento a Albuquerque (Nuovo Messico).